# Agmina rhara
Agmina rhara là một loài Trichoptera trong họ Ecnomidae. Chúng phân bố ở miền Australasia.